# Угурлубеков, Фараджулла-бек
Фараджулла-бек Угурлу-бек оглы Угурлубеков (азерб. Fərəculla bəy Uğurlu bəy oğlu Uğurlubəyov; 12 августа 1801—1871) — российский военный деятель, полковник.

## Биография
Происходил из дворян города Шуша. Отец Фараджуллы-бека, Угурлу-бек Джеваншир исполнял при Мехти Кули-хане Карабахском должность военачальника. Братья Рагим-бек (майор), Ибрагим-бек (прапорщик) и Гасан-бек (прапорщик) являлись офицерами русской службы.  
В службу Фараджулла-бек вступил в 1-й конно-мусульманский (азербайджанский) полк, сформированный в годы русско-турецкой войны (1828—1829) из жителей Карабахской провинции. Всего в этот период главнокомандующим Отдельным Кавказским корпусом, генерал-адъютантом графом Паскевичем-Эриванским из жителей азербайджанских провинций были сформированы четыре конно-мусульманских полка и Конница Кянгерлы.
1-й конно-мусульманский полк вместе с тремя другими конно-мусульманскими полками и Нижегородским драгунским полком вошёл в состав сводной кавалерийской бригады Н. Н. Раевского. В составе бригады азербайджанские воины с успехом выполняли ответственные боевые задачи (взятие крепости Хертвис, Соганлугское сражение). 
Многие воины были удостоены боевых наград. В числе других, орденом Святой Анны 4-й степени c надписью "за храбрость"  был награждён капитан 1-го конно-мусульманского полка Фараджулла-бек, отличившийся при осаде Карса.
В 1829 году А.С. Пушкин отправляется на Кавказ в действующую армию, В бригаде своего друга Раевского Пушкин встретился с Фараджула беком. Позднее он описал эту встречу в своем «Путешествии в Арзрум». 
В августе 1829 года Паскевич направил императору Николаю I донесение о разгроме турецких сил в Лазистане и четыре захваченных в этом сражении знамени лазов. С донесением был послан «карабагский султан Фарадж-Уллах-бек, особенно отличившийся в последнем сражении. Паскевич хотел в лице его обратить внимание государя на мусульманские полки, боевая служба которых так высоко им ценилась».
В галерее пушкинских образов, созданных в период пребывания поэта в бригаде Раевского, были офицеры русской службы майор Абас Кули-ага Бакиханов, капитан Фараджула-бек и поручик Фархад-бек. Последнему поэт посвятил стихотворение «Из Гафиза», в рукописи названное «Шеер I. Фаргат Беку».
Полковник Фараджулла-бек владел, дер. Карвенд, которая, как отмечено в описании Могилевского, отдана была Мехти Кули-ханом в управление отцу Фараджуллы-бека.